# 都市計画道路大分駅上野丘線

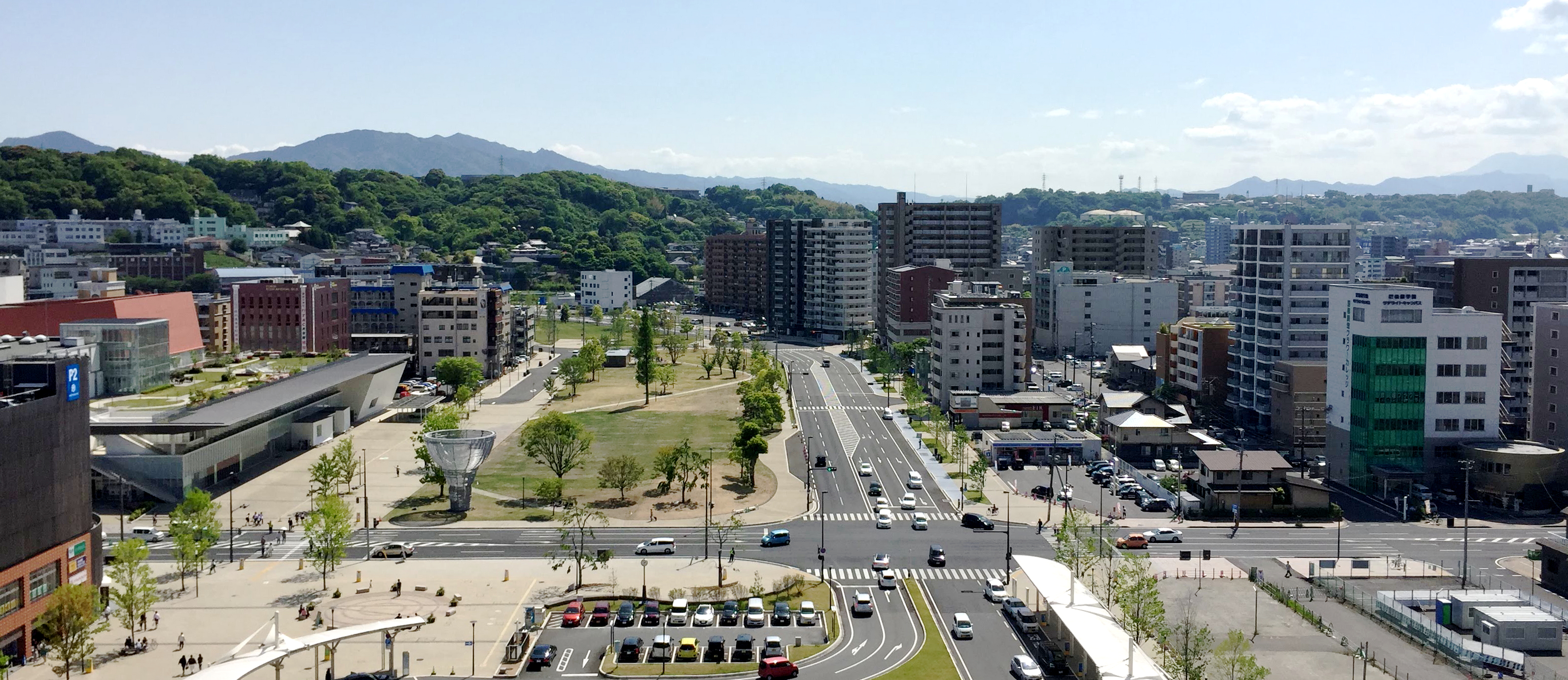
上野の森口広場とメインストリート
（2015年5月）

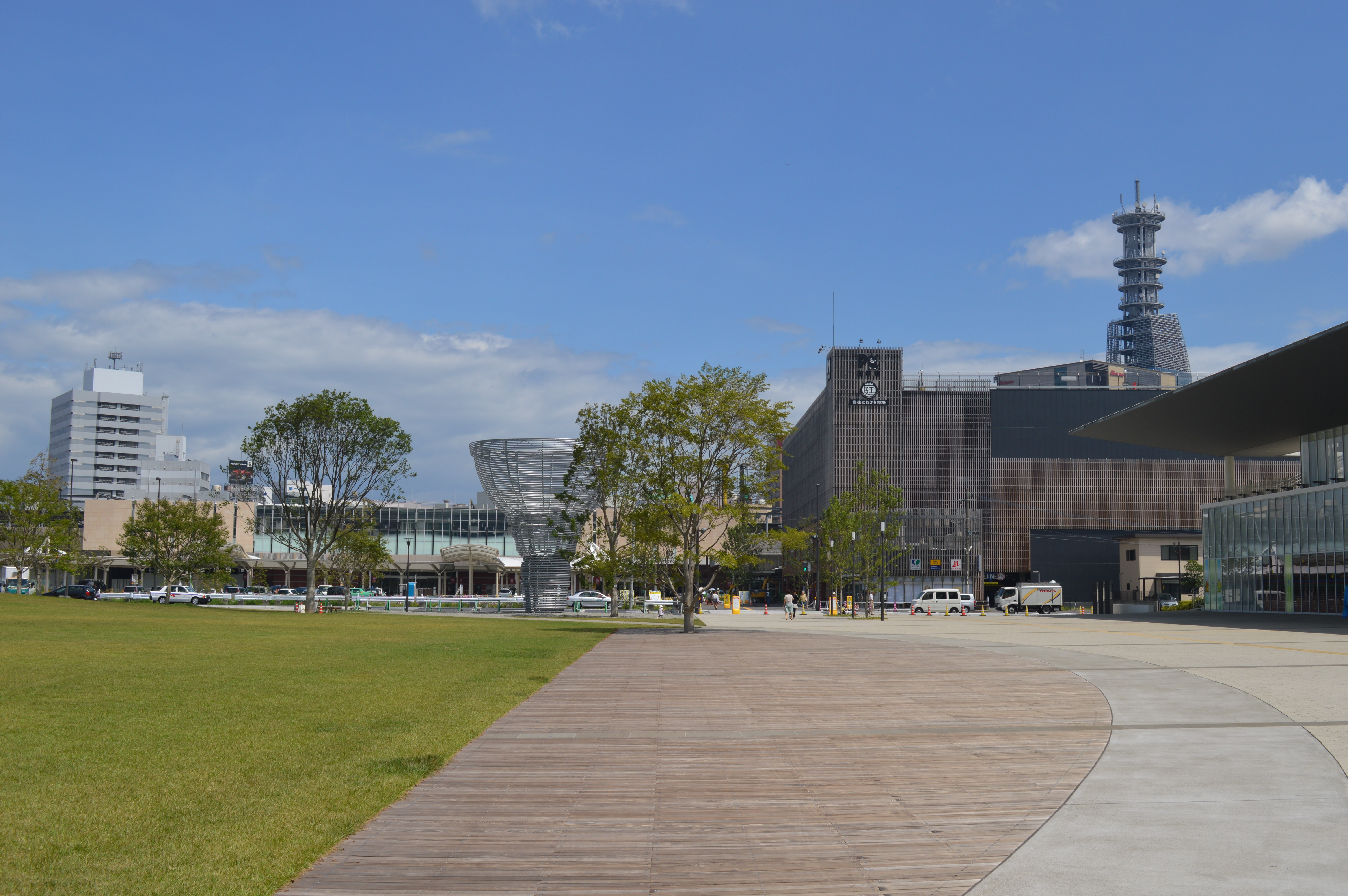
北側芝生広場

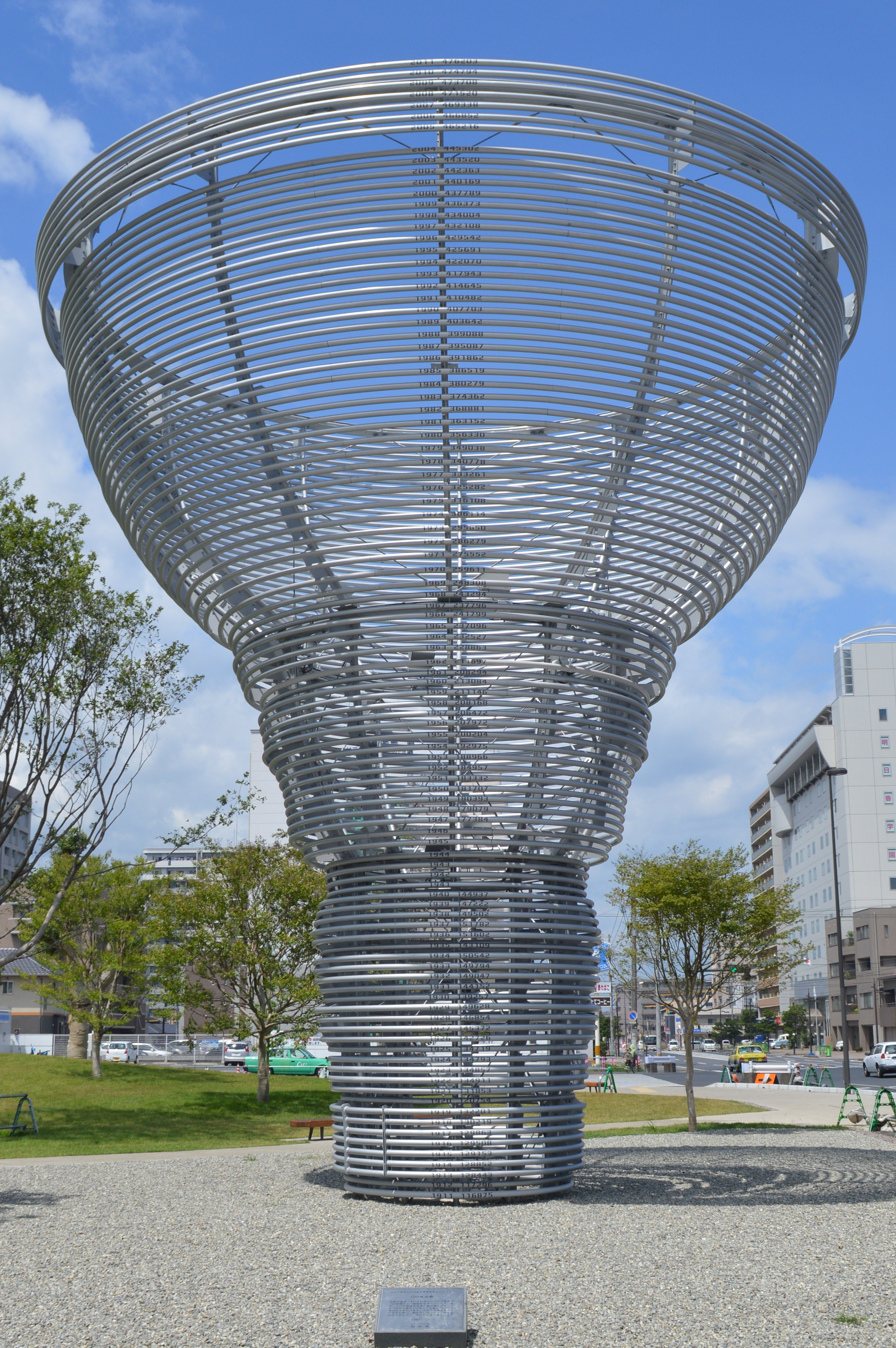
モニュメント「100年の樹」

都市計画道路大分駅上野丘線（としけいかくどうろ おおいたえきうえのがおかせん）は、大分県大分市のJR大分駅上野の森口（南口）広場と都市計画道路庄の原佐野線（大分中央幹線道路）とを結び、上野の森につながる総延長444m、幅員100mの道路。大分駅上野の森口（南口）側のメインストリートである。愛称はシンボルロード、大分いこいの道。

## 概要
大分駅の上野の森口（南口）側のメインストリートであり、府内中央口（北口）側の中央通りとともに大分市都心の南北軸を形成する。
かつての大分駅は地上駅であり、その南北はJR日豊本線・久大本線・豊肥本線の3本の鉄道路線によって分断されていた。そして、北口が早くから大分市の中心市街地として発展したのに対して、南口は住宅を中心にJR関連施設や空き地が点在し市街地の形成が遅れていた。大分駅の高架化事業（大分駅付近連続立体交差事業）が1996年度（平成8年度）に開始されたことから、これに合わせて南口の再開発が計画され、その一環としてこの路線が建設されることとなった。大分駅は2012年3月17日に全面高架化し、これに合わせて、同日午前6時から本路線も暫定2車線（片側1車線相互交通）で供用開始。
翌2013年7月20日のホルトホール大分のオープンと同時に、本路線の愛称「大分いこいの道」が公表されるとともに、ホルトホール大分前の北側芝生広場が開放された。
2013年度（平成25年度）には南側広場の整備が行われ、2014年（平成26年）7月19日に全面供用開始が予定されている。

## 街路計画
東西両側に街路を配し、2つの街路に挟まれた中央部分に中央広場が設けられている。中央広場にはホルトホール大分前の北側芝生広場と南側広場との2つのイベント広場が設けられる。
北側芝生広場には、大分市の市制施行100周年を記念するモニュメント「100年の樹」が設置されている。このモニュメントは大分市が市制施行してから100年間の各年の人口を直径に置き換えた金属のリングを積み重ねたものであり、一番上のリングの直径は2011年の人口476,203人を表した約4.76mで、全体の高さは10m。
防災設備として、防災用資機材倉庫、耐震性防火水槽、飲用水兼用耐震性貯水槽、公衆トイレ、災害用仮設マンホールトイレを導入。また、ホルトホール大分前広場はヘリコプターの緊急時離着陸譲渡して使用可能とされる。さらに、広場全体には93戸の仮設住宅の建設が可能である。

## 名称
暫定的にシンボルロードという通称で呼ばれていたが、2013年5月8日から5月24日まで愛称の公募が行われ、945件の応募があった。この中から選考委員会による一次選考で5作品が選ばれ、市民投票によって最多得票を集めた「大分いこいの道」に決定した。